# Lenguas inuit
Las lenguas inuit, llamado de forma vernácula inuktitut, inuttitut, inuktitun, inuinnaqtun o inuttut (ᐃᓄᒃᑎᑐᑦ, lit. ‘como los inuit’) son las lenguas nativas de los esquimales más orientales de Alaska, Canadá y Groenlandia. La agrupación lingüística forma parte de la rama esquimal de la familia lingüística esquimo-aleutiana.

## Variedades
Específicamente, el inuktitut es el idioma de los esquimales del Ártico oriental canadiense. También se utiliza el término para referirse a la macrolengua en su conjunto, aunque el mismo es más un continuum dialectal que un solo lenguaje; este continuum se puede dividir aproximadamente en dieciséis variedades de cuatro grupos: 
- Inupiaq (Alaska septentrional).
- Idioma inuvialuktun (Ártico occidental canadiense).
- Inuktitut (Ártico oriental canadiense).
- Kalaallisut o groenlandés (Groenlandia).

Entre todas las variedades, el número de hablantes de inuktitut es de unos 80.000. El número de hablantes del inuktitut entendido como dialecto es de unos 20 000. El dialecto inuktitut se puede dividir en tres subdialectos principales y varios subgrupos:
Keewatin - Hablado en la costa occidental de la bahía de Hudson.

Baffin - Hablado en las islas septentrionales de la bahía de Hudson, especialmente, y como el nombre sugiere, en la Isla de Baffin.

Nunavik/Labrador - Hablado al oeste de la bahía de Hudson, como el nombre indica en Nunavik, norte de Quebec y Labrador.

Keewatin tiende a ser más conservador, manteniendo la mayor parte de los grupos de consonantes, mientras que los dialectos de Nunavik son más radicales (por ejemplo - el Keewatin Inuktitut es en Nunavik Inuttitut).

## Clasificación
Las lenguas inuit están relacionadas con el idioma aleutiano y, junto a él, forman la familia esquimo-aleutiana. No se ha conseguido demostrar parentesco con otras lenguas, aunque algunos sostienen que el esquimal pudiera tener relación con otras lenguas de Eurasia (ver Lenguas uralo-siberianas).
El esquimal, como otras lenguas esquimo-aleutianas, representa un tipo particular de lengua aglutinante, llamado lengua polisintética: sintetiza una raíz y varios morfemas gramaticales para crear largas palabras con el significado de oraciones.

## Vocabulario

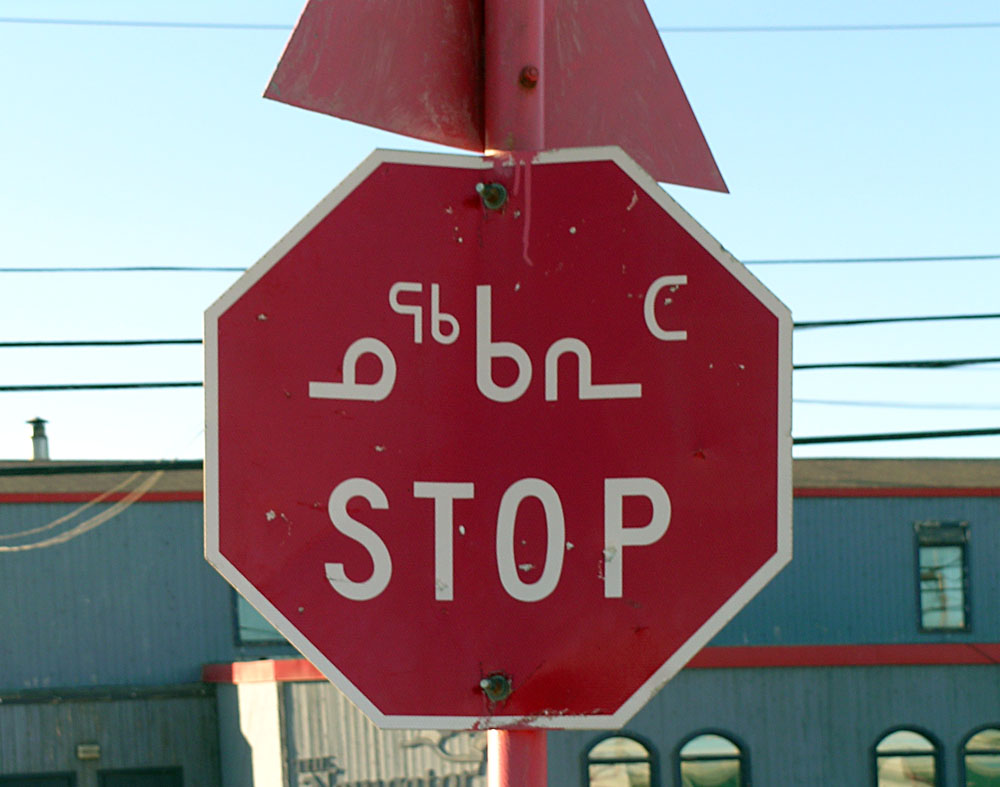
Símbolo de STOP (ᓄᕐᒃᑲᕆᑦ) en inuktitut.

La antroponimia del idioma da lugar a nombres como ujaraq (roca), nasak (sombrero o capucha), tupiq (tienda), qajaq (kayak), etc. También existen antropónimos que son nombres de animal: nanuq (oso polar), uqalik (liebre ártica), etc. Un tercer grupo es el formado por nombres de personas que se refieren a una peculiaridad anatómica,[cita requerida] que no describe a la persona que porta el antropónimo sino que deriva de una larga sucesión de personas que llevan la misma alma, por ejemplo itigaituk (sin rabo), usuiituk (sin pene), tulimak (costilla), etc.

### Palabras para «nieve»
Existe una creencia popular en que el inuktitut tiene un gran número de palabras para nombrar la nieve. Esto no es exacto y resulta de un malentendido respecto de la naturaleza de los lenguajes polisintéticos. De hecho, el inuktitut tiene solo unas pocas raíces léxicas para «nieve»: qanik, quiere decir «copos de nieve en el aire», y aput, «la nieve en el suelo». Con estas se forman palabras más largas, mediante el uso de afijos que describen cualidades de la nieve, de la misma manera que en español se utilizan adjetivos o preposiciones: «blanca nieve», «nieve derritiéndose» o «nieve en el suelo».

## Fonología
El inuktitut tiene diecisiete consonantes y cuatro vocales (que pueden ser largas o cortas). Las consonantes se pronuncian mediante cinco lugares de articulación –bilabial, alveolar, palatal, velar y uvular– y tres modos de articulación.    
Se observan las siguientes consonantes:
- p, t, k — no aspiradas
- q
- v, l
- j
- g
- r
- m, n
- ng
- s
- ł. (kl)
- nng
- sh
- th

Y vocales:
- a
- i
- u
- e

La duplicación de la vocal indica el alargamiento del sonido.

## Escritura

### El alfasilabario canadiense
El alfasilabario inuktitut que se utiliza en Canadá se basa en el silabario cree, que a su vez se basa en el oyipwa. Ambos fueron creados por el misionero James Evans. El alfasilabario de los inuktitut canadiense fue adoptado por el Instituto Cultural Inuit de Canadá en los años 1970. Los Iñupiak de Alaska y Groenlandia utilizan el alfabeto latino y los inuit de Siberia el alfabeto cirílico.
| ᕻ h   | ᐃ ᐄ i | ᐅ ᐆ u | ᐊ ᐋ a | ᐁ e |
| ----- | ----- | ----- | ----- | --- |
| ᑉ p   | ᐱ ᐲ   | ᐳ ᐴ   | ᐸ ᐹ   | ᐯ   |
| ᑦ t   | ᑎ ᑏ   | ᑐ ᑑ   | ᑕ ᑖ   | ᑌ   |
| ᒃ k   | ᑭ ᑮ   | ᑯ ᑰ   | ᑲ ᑳ   | ᑫ   |
| ᒡ g   | ᒋ ᒌ   | ᒍ ᒎ   | ᒐ ᒑ   | ᒉ   |
| ᒻ m   | ᒥ ᒦ   | ᒧ ᒨ   | ᒪ ᒫ   | ᒣ   |
| ᓐ n   | ᓂ ᓃ   | ᓄ ᓅ   | ᓇ ᓈ   | ᓀ   |
| ᔅ s   | ᓯ ᓰ   | ᓱ ᓲ   | ᓴ ᓵ   | ᓭ   |
| ᓪ l   | ᓕ ᓖ   | ᓗ ᓘ   | ᓚ ᓛ   | ᓓ   |
| ᔾ y   | ᔨ ᔩ   | ᔪ ᔫ   | ᔭ ᔮ   | ᔦ   |
| ᕝ f   | ᕕ ᕖ   | ᕗ ᕘ   | ᕙ ᕚ   | ᕓ   |
| ᕐ r   | ᕆ ᕇ   | ᕈ ᕉ   | ᕋ ᕌ   | ᕂ   |
| ᕪ th  | ᕠ ᕢ   | ᕦ ᕧ   | ᕞ     |     |
| ᖅ q   | ᕿ ᖀ   | ᖁ ᖂ   | ᖃ ᖄ   | ᕾ ᕾ |
| ᖕ ng  | ᖏ ᖐ   | ᖑ ᖒ   | ᖓ ᖔ   | ᖎ   |
| ᖖ nng | ᙱ ᙲ   | ᙳ ᙴ   | ᙵ ᙶ   |     |
| sh    | ᖘ     | ᖙ     | ᖚ     | ᖗ   |
| ᖦ lh  | ᖠ ᖡ   | ᖢ ᖣ   | ᖤ ᖥ   | ᘰ   |

## Estatus legal
Las diferentes variedades de las lenguas inuit tienen estatus oficial en los siguientes territorios:
- Groenlandia – único idioma oficial desde 2009, anteriormente cooficial junto al danés.
- Nunavut (Canadá) – inuktitut e inuinnaqtun, junto con el inglés y el francés.
- Territorios del Noroeste (Canadá) – inuktitut, inuinnaqtun, e inuvialuktun, junto con el chipewyan, el cri, el inglés y el francés, gwich'in, slave y dogrib.

También en Quebec (Canadá), el inuktitut es la lengua oficial de instrucción en los distritos escolares inuit en Nunavik (norte de Quebec).